# Biała odwaga
Biała odwaga – polski dramat wojenny z 2024 r. w reżyserii Marcina Koszałki. W głównych rolach wystąpili Filip Pławiak i Julian Świeżewski, a fabuła została osadzona na tle historycznych wydarzeń związanych z inicjatywą Goralenvolk. Film miał premierę kinową 8 marca 2024. 24 maja 2024 na platformie Prime Video premierę miał trzyodcinkowy miniserial Biała odwaga.

## Produkcja
Zdjęcia do filmu kręcono w Tatrach (w okolicy Morskiego Oka, Kazalnicy Mięguszowieckiej, Mięguszowieckiego Szczytu, Kotła Kazalnicy i Czarnego Stawu pod Rysami), w Zakopanem oraz Krakowie (Kościół św. Józefa na Podgórzu i ul. Kanonicza) a także w Kasinie Wielkiej. Filip Pławiak przygotowywał się do roli przez ponad rok przed rozpoczęciem zdjęć.

## Fabuła
Koniec lat 30. XX wieku na Podhalu. Utalentowany taternik, potomek góralskiego rodu Jędrek Zawrat lubi życie na krawędzi. Gdy się wspina, wybiera najtrudniejsze drogi, gdy kocha, gotów jest poświęcić wszystko. Jego miłością jest Bronka, jednak na skutek rodzinnej decyzji, ręka dziewczyny zostaje oddana starszemu z braci Zawratów, statecznemu i poważnemu Maćkowi. Dumny Jędrek porzuca rodzinne strony, by szukać zapomnienia wśród krakowskiej bohemy. Na swojej drodze spotyka niemieckiego naukowca i alpinistę Wolframa, który głosi teorię, w myśl której Górale pochodzą od starogermańskiego plemienia Pragotów. Gdy wybucha wojna, naziści oferują mieszkańcom Podhala współpracę. Maciek Zawrat, wspierany przez wiele rodów, zdecydowanie odrzuca tę propozycję. Jednak przekonany przez Wolframa Jędrek, mając nadzieję na odzyskanie ukochanej i ocalenie swojej społeczności przed wojenną zagładą, podejmuje współpracę z III Rzeszą. Jędrek i Maciek uwikłani w historię, zmuszeni do podjęcia trudnych wyborów, kochający tę samą kobietę, staną po przeciwnych stronach sporu, który zdecyduje o ich osobistych losach i o przyszłości całego regionu.

## Obsada
- Filip Pławiak jako Jędrek Zawrat
- Julian Świeżewski jako Maciek Zawrat
- Sandra Drzymalska jako Bronka Wetula
- Jakub Gierszał jako Wolfram von Kamitz
- Wiktoria Gorodeckaja jako Helena
- Andrzej Konopka jako „Skorus” Wetula, ojciec Bronki
- Alona Szostak jako matka Bronki
- Juliusz Chrząstowski jako Zawrat, ojciec Jędrka i Maćka
- Andrzej Pieczyński jako dziadek Jędrka i Maćka
- Rafael Stachowiak jako Bruno Berg
- Adam Woronowicz jako oficer UB
- Marcin Bosak jako Opler, właściciel hotelu „Morskie Oko”
- Marcin Czarnik jako partyzant „Piorun”
- Joachim Paul Assböck jako gubernator
- Julia Kuzka jako siostra Bronki
- Nikodem Marecki jako brat Bronki
- Katarzyna Zawadzka jako żona gubernatora[4]

## Odbiór

### Krytyka filmowa
Bartosz Staszczyszyn w swojej recenzji pochwalił grę aktorską i zdjęcia. W ocenie Macieja Korkucia, pracownika IPN w Krakowie, Biała odwaga nie pokazuje prawdziwej historii Goralenvolku – Maciej Korkuć stwierdził, że w sferze zgodności z ustaleniami historycznymi film Biała odwaga to „bajkopisarstwo”; stwierdził też, że „oglądając ten film, nabiera się przekonania, że na Podhalu jest i było żywe pytanie: kim jesteśmy? Że górale naprawdę nie czują się w pełni Polakami, lecz uważają się za odrębny naród. Tymczasem jest to ewidentna bzdura” i ocenił, że to źle, że autorzy filmu zdecydowali się na pomieszanie rozrywki z „wielką historią”.

### Festiwale i nagrody
Biała odwaga została zakwalifikowana do konkursu 38. Tarnowskiej Nagrody Filmowej. Podczas 49. Festiwalu Polskich Filmów Fabularnych w Gdyni w 2024 Biała odwaga otrzymała nagrody za reżyserię, scenariusz, główną rolę kobiecą i drugoplanową rolę męską. W 2024 na Festiwalu Polskich Filmów "Ekran" Jakub Gierszał otrzymał nagrodę za najlepszą rolę męską za rolę Wolframa von Kamitza. W 2025 Julian Świeżewski otrzymał  za rolę w Białej odwadze Nagrodę im. Zbyszka Cybulskiego; nominowany do tejże nagrody również za rolę w Białej odwadze był Filip Pławiak.
10 marca 2025 podczas gali nagrody Polskiej Akademii Filmowej Orły 2025, Filip Pławiak, odtwórca roli Jędrka Zawrata, odebrał statuetkę zwycięzcy w kategorii najlepsza główna rola męska. Nagrodę za najlepszą drugoplanową rolę męską przyznano Julianowi Świeżewskiemu. W trzynastu innych kategoriach Biała odwaga uzyskała nominacje.
Również w 2025 podczas D.C. Polish Film Festival Kosciuszko Foundation Washington Biała odwaga otrzymała nagrody dla najlepszego aktora (Filip Pławiak), najlepszej aktorki (Sandra Drzymalska), dla najlepszego reżysera (Marcin Koszałka), dla najlepszego filmu pełnometrażowego oraz nagrodę publiczności. W tym samym roku za Białą odwagę Marcin Koszałka otrzymał nominację do Nagrody PSC Stowarzyszenia Autorów Zdjęć Filmowych oraz Złotego Dzika na Festiwal Reżyserii Filmowej we Wrocławiu. W 2025 podczas Festiwalu Aktorstwa Filmowego im. Tadeusza Szymkowa Filip Pławiak otrzymał Złotego Szczeniaka za pierwszoplanową kreację aktorską męską, a Julian Świeżewski Złotego Szczeniaka za drugoplanową kreację aktorską męską (obaj za role w Białej odwadze).

## Miniserial
24 maja 2024 na platformie Prime Video premierę miał trzyodcinkowy miniserial Biała odwaga. Złożyły się na niego odcinki:
- Przed burzą (48 min.);
- Ta sama krew (49 min.);
- Nie zapomną wam tego (47 min.)[7].

W miniserialu znalazły się sceny wycięte przy montażu wersji kinowej, między innymi wątek wojenny z drugiej połowy filmu i ujęcia tatrzańskiego krajobrazu i scen wspinaczkowych, także nieobecne w filmie.